# Casimiro José de Morais Sarmento
Casimiro José de Morais Sarmento (Oeiras, 13 de agosto de 1813 — Angra dos Reis, 1 de fevereiro de 1860) foi um advogado, jornalista, escritor, professor e político brasileiro. Foi presidente das províncias do Rio Grande do Norte, nomeado por carta imperial de 4 de abril de 1845, de 28 de abril de 1845 a 9 de outubro de 1847. Depois, presidiu a província do Ceará, de 14 de outubro de 1847 a 13 de abril de 1848.

## Biografia
Nasceu em Oeiras, primeira capital do Piauí, mas seus pais, o tenente-coronel Joaquim Antônio de Morais Sarmento e Ana Carolina de Morais e Silva, eram naturais de Cachoeira, na Bahia. Tinha um irmão cinco anos mais novo chamado Leôncio Joaquim de M. Sarmento, que viria a batizar seu filho com o mesmo nome de seu tio ilustre; este segundo Casimiro viria a ser genro de um prestigiado farmacêutico oeirense chamado Anfrísio Avelino, cuja família se estabeleceu naquela capital no início do século XIX, vinda de Portugal.
Matriculado na Faculdade de Direito de Olinda, recebeu grau de bacharel em 21 de outubro de 1836 e, em 6 de março de 1840, o grau de doutor, com aprovação plena, o primeiro piauiense a conquistá-lo. Ainda quando estudante de Direito, redacionou a revista Argos Olindense, junto com seus colegas Francisco José Furtado e Antônio Borges Leal Castelo Branco.
Depois de assentar banca de advogado em Recife, aceitou, em 1843, a nomeação de secretário do governo da província do Maranhão, cuja presidência estava a cargo de Jerônimo Martiniano Figueira de Melo. Antes de dois anos de exercício, foi nomeado, por carta imperial de 4 de abril de 1845, presidente do Rio Grande do Norte, tomando posse no dia 28 do mesmo mês. Encontrou a província em estado precário, devido à seca que assolara a região por três anos. Sua administração foi caracterizada por medidas de combate à estiagem, além de investimentos na educação. Contou com o apoio majoritário da Assembleia Provincial, então presidida por João Valentino Dantas Pinajé, como expresso em mensagem daquela casa legislativa ao imperador de 18 de setembro de 1847.
Todavia, sete dias antes, carta imperial transferiu-o para a província do Ceará, cuja administração assumiu em 14 de outubro seguinte. Em sua gestão, foi inaugurado o primeiro serviço de iluminação pública de Fortaleza, a óleo de peixe, compondo-se de 44 lampiões de quatro faces, pendurados nas esquinas. O contratante era o português naturalizado brasileiro Vitoriano Augusto Borges. No mês anterior, ocorreu a inauguração do primeiro cemitério público da capital da província, o São Casemiro. Até então, o sepultamento dos cadáveres era feito na Igreja do Rosário, a mais antiga da cidade, na capela do quartel de primeira linha, há muito destruída, na igreja da Sé, ainda em construção. Sua edificação estava autorizada desde 1844, pela lei provincial n.º 318, sancionada pelo então presidente Bittencourt. Mas, ficando sua execução dependente da publicação do respectivo regulamento, este só foi publicado em 16 de março de 1848, feito por Morais Sarmento.
No fim do ano de 1847, ocorreram eleições para deputados à Assembleia Geral do Império, e Casemiro foi eleito pela província do Rio Grande do Norte, contando com o apoio do senador José Martiniano de Alencar, do qual se aproximara ao chegar ao Ceará. Em 14 de abril de 1848, passou o governo da província para o primeiro vice-presidente, o major João Crisóstomo de Oliveira, e seguiu para a Corte na Câmara temporária. Esta, porém, foi dissolvida pelo novo gabinete conservador encabeçado pelo Visconde de Olinda, por decreto de 19 de fevereiro de 1849. Ainda assim, ele reeleito para a legislatura seguinte, de 1850 a 1852. Foi posteriormente inspetor geral da Instrução Pública do Maranhão e inspetor da fazenda da mesma província.
Terminado seu mandato legislativo, estabeleceu banca de advogado em Oeiras, onde redigiu o jornal Oeirense. De volta à Corte, em 1857, também ali passou a atuar como advogado e tomou parte na redação do Correio Mercantil. No ano seguinte, foi nomeado lente catedrático de Direito das Gentes da Escola Militar e de Aplicação do Exército, vindo a falecer dois anos depois, aos 47 de idade.
Era casado com Isabel Cândida de Morais Sarmento, com quem não teve filhos. Depois de viúva, passou a sofrer de problemas mentais, vindo a falecer sob os cuidados de seu cunhado, José Bernardo Galvão Alcoforado.